# Múnia de Barcelona
Múnia de Barcelona és un personatge llegendari, creació hagiogràfica popular similar a les santes Lliberada i Vilgefortis, probablement per explicar les imatges de Crist del tipus Crist Majestat.

## Llegenda
El folklorista Joan Amades recull una tradició segons la qual el 28 de febrer era la festivitat de santa Múnia. Aquesta era una jove barcelonina, nascuda al desaparegut carrer de la Basea (a l'actual Via Laietana), d'una gran bellesa. Molt devota, volia consagrar-se a Déu i refusava les propostes de matrimoni. Per desfer-se definitivament dels seus pretendents, va pregar a Déu que la deslliurés de la seva bellesa i la "fes tornar ben lletja i repulsiva". Atenent el seu prec, "a tornar-se d'un color tan bru que gairebé era negra, li cresqué la barba fins als genolls i tota ella es feu tan peluda que semblava més una bèstia que una persona”. Els pretendents, en veure-la, s'indignaren contra ella de tal manera que l'agafaren i la clavaren en una creu, matant-la.
Es convertí així en una màrtir per conservar la seva virginitat i, per tant, com a tal era venerada. És una llegenda calcada a les més difoses de les santes Lliberada i Vilgefortis.
La representació iconogràfica habitual era la del Crist en majestat: una dona amb llarga barba, vestida amb una túnica fins als peus, crucificada.

## Interpretació
Les majestats, en particular al període romànic, eren imatges de Crist crucificat, vestit amb túnica i mant i en una actitud serena i triomfant sobre la mort. L'abandonament d'aquest tipus escultòric, substituït pel Crist despullat i sofrent, va fer que la imaginació popular interpretés la figura no com la de Crist, sinó com la d'una dona (pels vestits llargs) amb barba, sorgint així llegendes per explicar-ne l'origen.